# Alphonse de Tombay
Alphonse de Tombay, né 8 novembre 1843 à Liège et mort le 31 janvier 1918 à Bruxelles, est un sculpteur belge.

## Biographie
François Bernard Marie Alphonse de Tombay (ou Detombay), né le 8 novembre 1843 à Liège, est le fils de Joseph Detombay, sculpteur, et de Bernardine Dubois.
Élève de Prosper Drion à l'académie des beaux-arts de Liège, il obtient en 1873 une bourse de la fondation Lambert Darchis et séjourne à Rome de 1874 à 1878. À son retour en Belgique, il s'installe à Bruxelles, où il meurt en 1918.

## Œuvres
- 1878 - 1884 sur le palais provincial de Liège
  - Albert de Cuyck
  - Alix de Warfusée
  - Assassinat de Louis de Bourbon par Guillaume de La Marck
  - Exécution de Guillaume de La Marck
  - Henri de Verdun
  - Jean d'Outremeuse
  - Jean le Bel
  - Le Sire de Perwez
- 1883 : La clémence royale, une des quatre statues du dôme du Palais de Justice de Bruxelles
- 1885 : Gaulois domptant un cheval[2] ou Cheval dompté par l'homme, aux Terrasses d'Avroy, sur le boulevard Frère-Orban, à Liège.
- 1892 : Le Droit, figure allégorique sur la façade de l'Université de Liège, place du 20-Août.
- 1895 : Chien aboyant, dans le parc de Bruxelles.
- 1895 : Le Lion, dans le parc de Bruxelles (côté rue Royale), d'après l'original dans le Musée de Bruxelles.
- 1901 : Fillette à la coquille, dans le parc de Bruxelles.
- L'Aigle, au Jardin botanique de Bruxelles.
- Buste de vieille femme, au Musée de l'Art wallon, à Liège.
- Buste de Maurice Van Meenen, à l'Hôtel de Ville de Saint-Gilles, à Saint-Gilles.

## Bibliographie

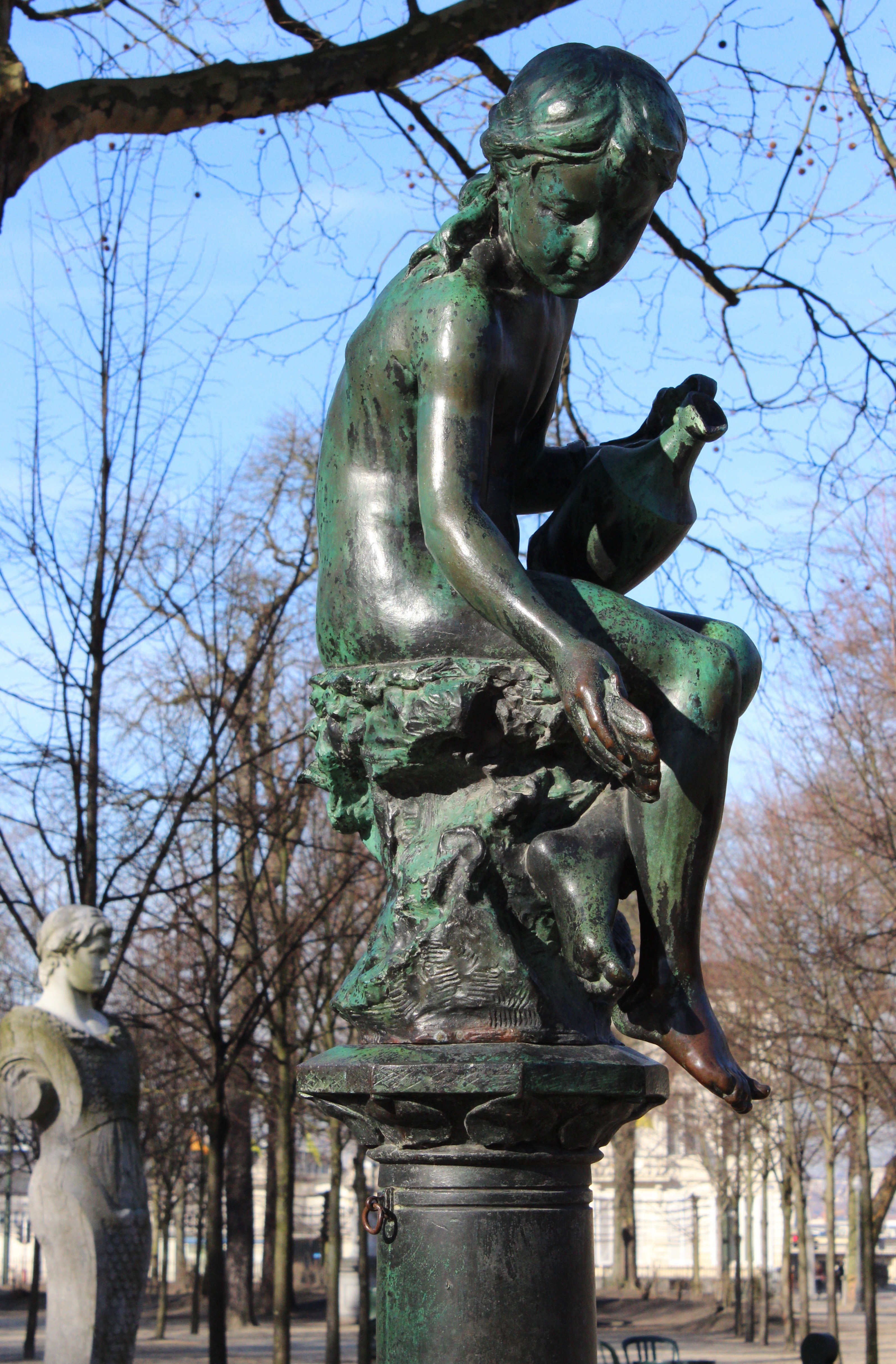
Fillette à la coquille

## Distinction
- Officier de l'ordre de Léopold (8 mai 1896)[3].